# Good God
Good God – trzeci singel z płyty Life Is Peachy, nagrany przez zespół nu-metalowy Korn w 1996 i wydany 7 listopada 1997.

## Znaczenie
To jest o typie, z którym chodziłem do szkoły, o którym myślałem, że jest moim przyjacielem, a on próbował spaprać mi życie. Wszedł do mojego życia z niczym, przesiadywał w moim domu, żył ze mnie, i zmuszał mnie do gówna, którego nigdy nie chciałem robić. Ja byłem w erze muzyki New romantic a on był Modem, mówił, że jak ja nie będę ubierał się tak jak on to nie będzie moim przyjacielem. Ilekroć chciałem gdzieś z dziewczyną, on sabotował to, ponieważ on nie miał ani dziewczyny, ani niczego. On był jebanym nikim. Nie rozmawiałem z nim od lat. – Jonathan Davis